# Together Together
Together Together ist eine Filmkomödie von Nikole Beckwith, die Ende Januar 2021 beim Sundance Film Festival ihre Premiere feierte und am 23. April 2021 in ausgewählte US-Kinos kam.

## Handlung
Anna arbeitet als Barista in einem Café. Zu gerne würde sie aufs College gehen, was ihr nach der High School nicht möglich war, weil sie schwanger wurde. Anna wird von dem Mittvierziger Matt interviewt, der es als App-Entwickler zu einem gewissen Wohlstand gebracht hat. Er ist auf der Suche nach einer Frau, die ein Kind für ihn austrägt. Anna und Matt kommen zu einer Übereinkunft. Er begleitet sie während ihrer Schwangerschaft, gemeinsam wählen sie die Möbel und die Farbe für das Kinderzimmer aus, und sie verbringen immer mehr Zeit miteinander. 
Anna scheint trotz ihrer Schwangerschaft noch immer sexuelle Beziehungen zu Männern zu haben, was Matt erst ein wenig verstört, ihn dann jedoch veranlasst, Anna darin zu bestätigen, dass sie immer die Kontrolle über ihren eigenen Körper behält.

## Produktion
Regie führte Nikole Beckwith, die auch das Drehbuch schrieb.
Erste Vorstellungen fanden ab 31. Januar 2021 beim aufgrund der COVID-19-Pandemie hybrid veranstalteten Sundance Film Festival statt. Am 23. April 2021 kam der Film in ausgewählte US-Kinos und wurde am 11. Mai 2021 als Video-on-Demand veröffentlicht.

## Rezeption

### Altersfreigabe und Kritiken
In den USA erhielt der Film von der MPAA ein R-Rating, was einer Freigabe ab 17 Jahren entspricht.
Der Film stieß bislang auf die Zustimmung von 92 Prozent aller Kritiker bei Rotten Tomatoes bei einer durchschnittlichen Bewertung von 7,2 der möglichen 10 Punkte.

### Auszeichnungen (Auswahl)
Cleveland International Film Festival 2021
- Nominierung im American Independents Competition[5]

Independent Spirit Awards 2022
- Nominierung für das Beste Drehbuch (Nikole Beckwith)
- Nominierung als Beste Hauptdarstellerin (Patti Harrison)[6]

Sundance Film Festival 2021
- Nominierung im U.S. Dramatic Competition (Nikole Beckwith)